# Aleci Àlcim
Aleci Àlcim (en llatí: Alethius Alcimus) fou un gramàtic i orador autor de set poemes breus en llatí inclosos a l'Antologia llatina.
Es tracta d'un retòric que va viure a Aquitània, que Sidoni Apol·linar i Ausoni esmenten amb elogis. L'època en què va viure no es coneix, però Jeroni d'Estridó diu que Àlcim i Delfidi van ensenyar a Aquitània l'any 360. Els seus poemes són de major qualitat que la major part dels del seu temps.